# 2019 クリケット・ワールドカップ

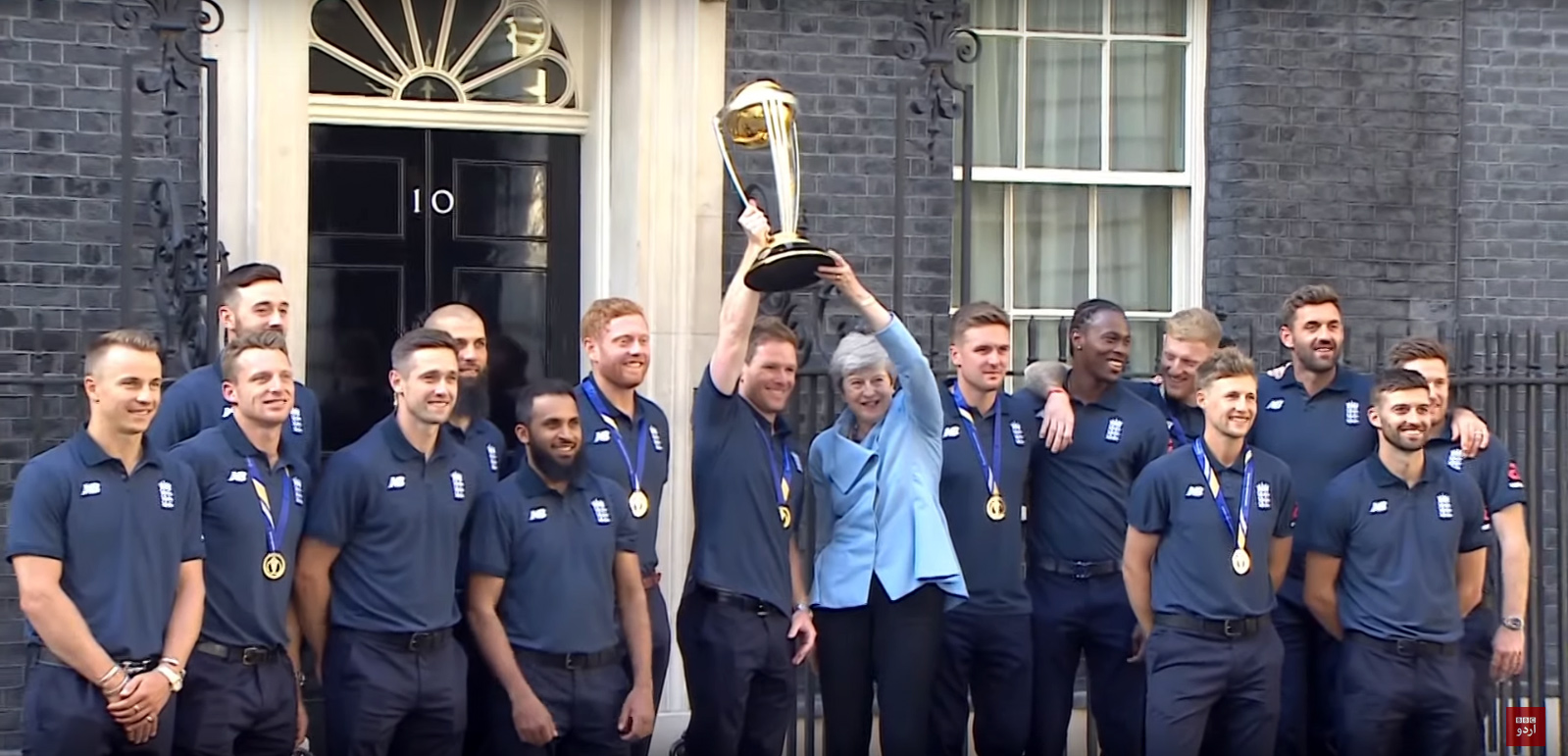
初優勝を果たしたイングランド代表メンバーとイギリスのメイ首相。ダウニング街10番地にて。（2019年）

2019 ICCクリケット・ワールドカップは2019年5月30日から7月14日までイングランドとウェールズで開催された第12回クリケット・ワールドカップ。開催国のイングランド代表が初優勝をした。開幕戦はジ・オーバル、決勝はローズで開催された。出場国はこれまでの14カ国から10カ国に減少。大会は10チームが1回戦総当たりのラウンドロビンを実施し、上位4チームが準決勝に進出。
イングランド代表とニュージーランド代表の決勝戦は、史上稀に見る大接戦となり、クリケットでは珍しいタイスコア（241対241）となった。タイブレークのスーパーオーバーが史上初めてODI形式のワールドカップで行われ、それでも同点（15対15）となった。その結果、より多くのバウンダリー4とバウンダリー6をマークしたイングランドが勝利となった。イギリスメディアは、あらゆるスポーツの決勝戦の中でも史上最高の試合の一つと報道した。イギリス君主のエリザベス2世は、「今日のワールドカップ決勝でこのようなスリリングな勝利を収めたイングランド男子クリケットチームに、フィリップ王子と私は心からの祝福を送ります。」と述べた。準優勝のニュージーランドに関しては、「今日の試合とトーナメント全体を通じて素晴らしい戦いを見せた準優勝のニュージーランドチームに敬意を表します。」と述べた。

## 出場国
- イングランド（開催国）
- イングランドを除く2017年9月30日時点のICC ODIチャンピオンシップ上位7カ国
- 2018 ICCワールドカップ・予選勝ち抜き国

## グループステージ
| Team             | Pld | W | L | T | NR | Pts | NRR    | Qualification |
| ---------------- | --- | - | - | - | -- | --- | ------ | ------------- |
| インド           | 9   | 7 | 1 | 0 | 1  | 15  | 0.809  | 準決勝進出    |
| オーストラリア   | 9   | 7 | 2 | 0 | 0  | 14  | 0.868  | 準決勝進出    |
| イングランド     | 9   | 6 | 3 | 0 | 0  | 12  | 1.152  | 準決勝進出    |
| ニュージーランド | 9   | 5 | 3 | 0 | 1  | 11  | 0.175  | 準決勝進出    |
| パキスタン       | 9   | 5 | 3 | 0 | 1  | 11  | −0.430 | 敗退          |
| スリランカ       | 9   | 3 | 4 | 0 | 2  | 8   | −0.919 | 敗退          |
| 南アフリカ共和国 | 9   | 3 | 5 | 0 | 1  | 7   | −0.030 | 敗退          |
| バングラデシュ   | 9   | 3 | 5 | 0 | 1  | 7   | −0.410 | 敗退          |
| 西インド諸島     | 9   | 2 | 6 | 0 | 1  | 5   | −0.225 | 敗退          |
| アフガニスタン   | 9   | 0 | 9 | 0 | 0  | 0   | −1.322 | 敗退          |

## 決勝トーナメント
|  | 準決勝                    | 準決勝       |                  |  | 決勝 | 決勝 |
|  |                           |              |                  |  |      |      |
|  | 7月9・10日 マンチェスター |              |                  |  |      |      |
|  | インド                    | 221          |                  |  |      |      |
|  | ニュージーランド          | 239          |                  |  |      |      |
|  |                           |              | 7月14日 – ローズ |  |      |      |
|  | ニュージーランド          | 241/8        |                  |  |      |      |
|  |                           | イングランド | 241 (SO)         |  |      |      |
|  | 7月11日 バーミンガム      |              |                  |  |      |      |
|  | イングランド              | 226          |                  |  |      |      |
|  | オーストラリア            | 223          |                  |  |      |      |